# Catherine Dabadie
 (mai 2023).
Œuvres principales
Au nom de l'ours (2019)
 Mauvais sang (2021)
Catherine Dabadie est une journaliste, écrivaine et scénariste française.

## Biographie
Catherine Dabadie grandit à Capbreton. Elle exerce le métier de journaliste pendant une vingtaine d’années, et travaille entre l’Argentine, la France et l’Italie. En qualité de scénariste, elle collabore pour la série télévisée Plus belle la vie.
En 2022, Catherine Dabadie participe au podcast Bestioles sur France Inter, une série dévolue au comportement des animaux, et destiné aux 5-7 ans.

## Carrière littéraire
En 2019, Catherine Dabadie publie Au nom de l’ours, dans la collection 9-12 ans chez Actes Sud Junior. Lucrèce est la fille de parents hippies et engagés contre la construction d'un tunnel dans la montagne. Elle qui souhaite s'émanciper de son contexte familial se retrouve néanmoins au cœur d'un conflit lorsqu'elle se lie d'amitié avec le fils du chef de chantier. Pour cet ouvrage, l'autrice s'inspire de ses séjours en vallée d’Aspe.
En 2021, Catherine Dabadie signe un autre roman pour adolescents, Mauvais sang, chez Actes Sud Junior, qui s'intéresse au parcours de Giacomo, dix ans, plongé dans l'univers de la mafia à cause des activités illégales de son père.

## Publications
- Au nom de l'ours, Actes Sud Junior, 190 p., 2019  (ISBN 9782330127817)
- Mauvais sang, Actes Sud Junior, 192 p., 2021  (ISBN 9782330144807)
- Dernière manche, Actes Sud Junior, 256 p., 2022  (ISBN 9782330167875) (septembre 2022)